# حبيبة بلورية

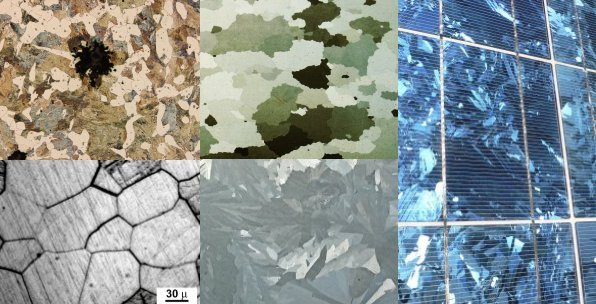
نماذج على بنى متعددة البلورات مكونة من حبيبات بلورية

الحبيبات البلورية (ملاحظة 1) هي بلورات صغيرة ويمكن أن تكون مكروئية والتي تتشكل أثناء تبرد الفلزات والمعادن من حالتها المنصهرة.
يؤثر التوجه الفراغي للحبيبات البلورية على البنية البلورية الكلية للفلز أو للمعدن.